# Brakas (Karanganyar)
Brakas is een bestuurslaag in het regentschap Purbalingga van de provincie Midden-Java, Indonesië. Brakas telt 1676 inwoners (volkstelling 2010).